# Maesa laxiflora
Maesa laxiflora är en viveväxtart som beskrevs av Pitard. Maesa laxiflora ingår i släktet Maesa och familjen viveväxter. Inga underarter finns listade i Catalogue of Life.